# Olbia Calcio 2009-2010
Questa pagina raccoglie le informazioni riguardanti l'Olbia Calcio nelle competizioni ufficiali della stagione 2009-2010.

## Rosa
| N. |                   | Ruolo | Calciatore               |
| -- | ----------------- | ----- | ------------------------ |
|    | Italia (bandiera) | C     | Daniele Bordacconi       |
|    | Italia (bandiera) | D     | Daniele Bricchetti       |
|    | Italia (bandiera) | A     | Alessio Bruno            |
|    | Italia (bandiera) | C     | Andrea Bussi             |
|    | Italia (bandiera) | A     | Alessandro Castellan     |
|    | Italia (bandiera) | A     | Luca Giovanni Castricato |
|    | Italia (bandiera) | D     | Lorenzo Collacchioni     |
|    | Italia (bandiera) | C     | Marco Cuoghi             |
|    | Italia (bandiera) | A     | Marco Dalla Costa        |
|    | Italia (bandiera) | D     | Pasquale D'Aniello       |
|    | Italia (bandiera) | D     | Riccardo D'Aqui          |
|    | Italia (bandiera) | D     | Massimo Demartis         |
|    | Italia (bandiera) | A     | Alessandro Esposito      |
|    | Italia (bandiera) | C     | Alessandro Evangelisti   |
|    | Italia (bandiera) | D     | Filippo Fedeli           |
|    | Italia (bandiera) | A     | Damien Florian           |
|    | Italia (bandiera) | C     | Daniele Fornaio          |
|    | Italia (bandiera) | C     | Andrea Gentile           |

| N. |                   | Ruolo | Calciatore          |
| -- | ----------------- | ----- | ------------------- |
|    | Italia (bandiera) | C     | Andrea Ghidini      |
|    | Italia (bandiera) | A     | Giuseppe Giglio     |
|    | Italia (bandiera) | C     | Marco Granaiola     |
|    | Italia (bandiera) | C     | Giancarlo Lisai     |
|    | Italia (bandiera) | C     | David Masciantonio  |
|    | Italia (bandiera) | A     | Andrea Moretti      |
|    | Italia (bandiera) | D     | Giuseppe Nastasi    |
|    | Italia (bandiera) | C     | Federico Parente    |
|    | Italia (bandiera) | P     | Luca Davide Righi   |
|    | Italia (bandiera) | C     | Manuel Scalise      |
|    | Italia (bandiera) | P     | Claudio Scarzanella |
|    | Italia (bandiera) | A     | Alessio Senes       |
|    | Italia (bandiera) | C     | Giovanni Soro       |
|    | Italia (bandiera) | D     | Pietro Varriale     |
|    | Italia (bandiera) | D     | Simone Varrucciu    |
|    | Italia (bandiera) | C     | Alessandro Volpe    |
|    | Italia (bandiera) | D     | Michele Zeoli       |